# Лифинцев, Мирон Александрович
Миро́н Алекса́ндрович Ли́финцев (род. 25 апреля 2006, Выборг, Ленинградская область) — российский пловец, 5-кратный чемпион мира на короткой воде (2024), чемпион мира в смешанной эстафете (2025). Обладатель двух действующих рекордов мира в эстафетном плавании, рекордсмен мира среди юниоров. Специализируется в плавании на спине. Многократный чемпион России. Мастер спорта России международного класса.

## Биография
Родился 25 апреля 2006 года в Выборге Ленинградской области. С 4 до 7 лет проживал в Черногории, где научился держаться на воде и узнал основы плавания. В начальной школе занимался в выборгской спортивной школе «Фаворит» у тренера Ольги Александровны Чуркиной. Переехав в Санкт-Петербург, поступил в СШОР по водным видам спорта «Экран» в бригаду тренеров Владимира Николаевича Сидорова и Петра Станиславовича Плосского. С 2024 года тренируется в бригаде Елены Юрьевны Кузнецовой-Дендеберовой и Ольги Николаевны Байдаловой. Учится в Училище Олимпийского резерва № 1.
Дебют на всероссийских соревнованиях состоялся в 2021 году на первенстве России среди юношей и девушек в Волгограде, где он выступал младшим возрастом — 2 место на дистанции 50 м на спине.
Через год на первенстве России среди юношей и девушек 2022 года, ему уже не было равных на дистанциях 50 и 100 метров. Мирон побил рекорд соревнований на дистанции 100 м на спине, который с 2016 года принадлежал Клименту Колесникову.
В мае 2023 года — победитель IX Российско — Китайских молодёжных летних игр, в июле — победитель первенства России среди юниоров.
В декабре 2023 года на Кубке Владимира Сальникова установил юношеский рекорд Европы и России на дистанции 50 метров на спине — 22,75 с.
В 2024 году на чемпионате России в Казани завоевал две золотых и одну бронзовую медаль. Установил новый мировой рекорд среди юниоров на дистанции 100 м на спине — 52,34 с.
В декабре 2024 года на чемпионате мира на короткой воде в Будапеште завоевал пять золотых медалей: на дистанциях 50 и 100 м на спине, а также в трёх эстафетах — смешанной комбинированной 4×50 метров, смешанной комбинированной 4×100 метров и комбинированной 4×100 метров. На дистанциях 50 и 100 метров на спине установил мировые рекорды среди юниоров (22.47 и 48.76 соответственно). В смешанной комбинированной эстафете 4×50 метров, где Лифинцев плыл на первом этапе, сборная России, выступавшая под нейтральным флагом, установила рекорд Европы (1:35.36). В мужской комбинированной эстафете 4×100 метров сборная с Лифинцевым на первом этапе установила в финале мировой рекорд (3:18,68). Тренер Юрий Сёмин назвал Лифинцева лучшим спортсменом 2024 года.
На чемпионате России в апреле 2025 года занял первое место в составе мужской команды в комбинированной эстафете 4×100 метров, на дистанциях 50 и 100 м на спине занял третье и второе место соответственно. В июне 2025 года на международном турнире по плаванию «Семь холмов» в Риме стал двукратным обладателем золота на дистанциях 50 и 100 м на спине, обойдя в заплыве на 50 м олимпийского чемпиона Томаса Чеккона.
В июле 2025 на чемпионате мира в Сингапуре завоевал золотую медаль в смешанной эстафете совместно с Кириллом Пригодой, Дарьей Клепиковой и Дарьей Трофимовой.
Тренеры: Ольга Чуркина (2013—2017), Пётр Плосский (2017—2023), Владимир Сидоров (2017—2024), Елена Кузнецова-Дендеберова (2024—2025), Ольга Байдалова (2024—2025).